# 聖愛
聖愛（希臘語：ἀγάπη）希腊基督教用语，指无条件的爱或“最高形式的爱”和“神对人的爱”或“人对神的爱”。“聖愛”与“最高形式的爱”、“兄弟之爱”、“自爱”不同。该词最早出现于圣经的《七十士譯本》。